# 존 알라스코

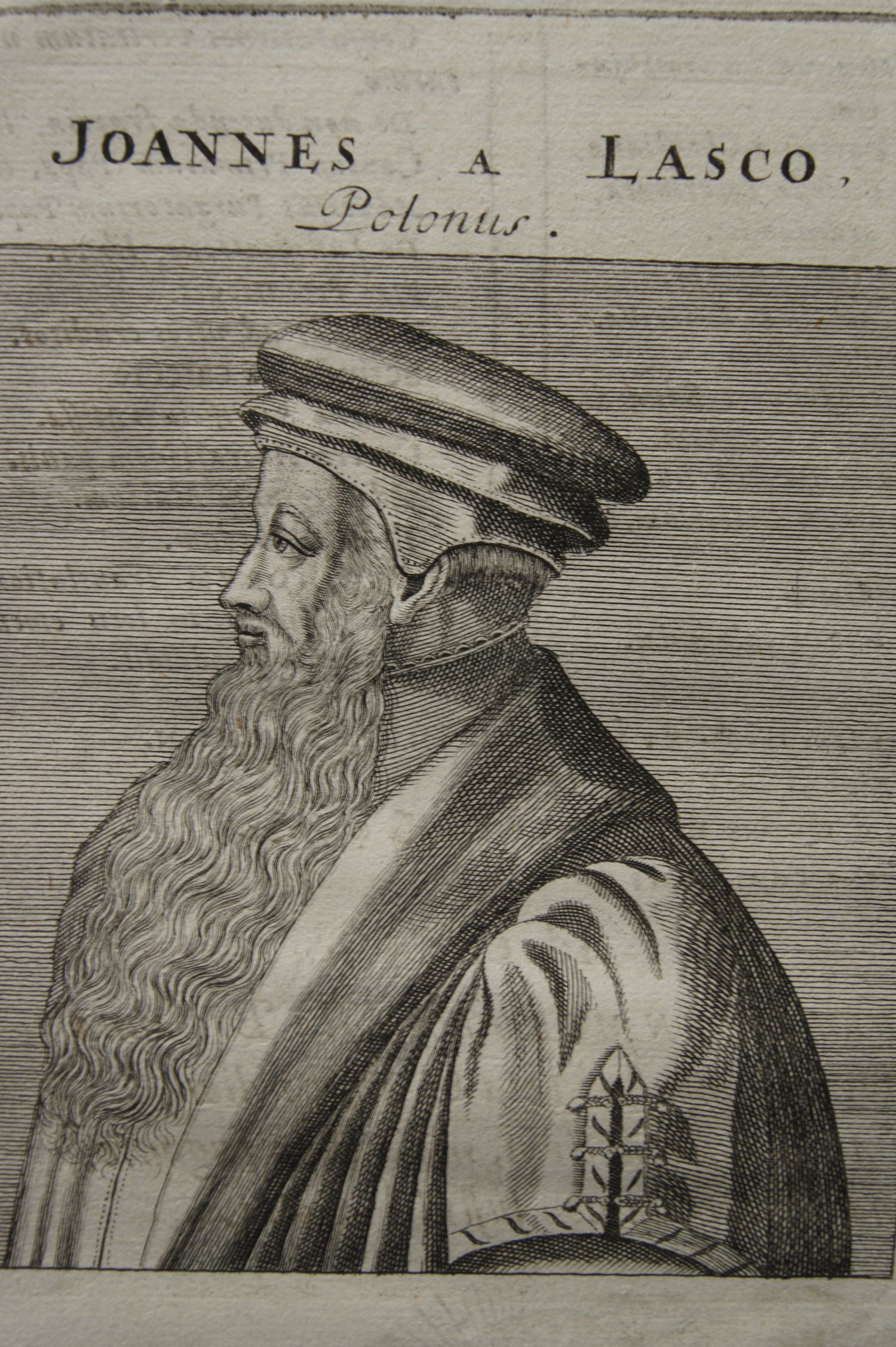
존 알라스코

존 알라스코(Johnnes à lasko 또는 Jan Laski; 1499년 - 1560년 1월 8일) 폴란드출신의 개혁주의자이다. 영국에서 주로 활동하였기에 존 알라스코로 알려져 있다.
장로교주의 원리에 입각하여 목회를 하였다.

## 신학
존 칼빈 이전에 그리스도의 삼중직, 즉, 제사장, 선지자, 왕에 대하여 사용하였다.

## 아브라함 카이퍼의 논문 주제
1858년 아브라함 카이퍼는 에세이 경연대회에서 존 칼빈과 존 알라스코를 비교연구하는 주제를 맡게 되는 데, 존 알라스코의 자료를 찾는 데 어려움을 겪었다. 우연히 하알렘에 있는 개혁교회의 원로 목회자를 만나 알라스코에 대한 모든 자료를 얻을 수 이었다. 그 때문에 그는 이 에세이로 수상을 하게 된다.